# دراکسین
دراکسین (به صربی: Draksin) یک منطقهٔ مسکونی در صربستان است که در بایینا باشتا واقع شده‌است. دراکسین ۱۴۴ نفر جمعیت دارد.